# Amanita arocheae
Мухомо́р Ароче (Amanita arocheae) — вид грибів роду Мухомор (Amanita). Сучасну біномінальну назву надано у 1992 році. 

## Поширення та середовище існування
Росте у Латинській Америці: Мексика, Коста-Рика, Колумбія.

## Практичне використання
Смертельно отруйний гриб.